# Normandie
För andra betydelser, se Normandie (olika betydelser).

Regionen Normandie med sina fem departement.
Provinsen Normandie
Provinsen Perche
Kommuner som historiskt tillhört provinsen Normandie, men nu tillhör andra regioner.

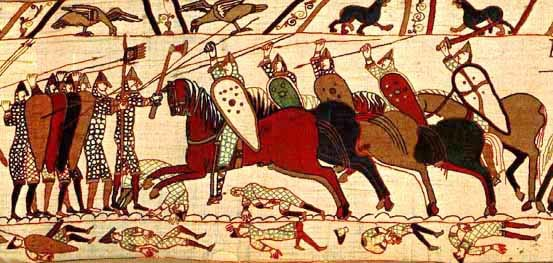
Normandiska riddare med målade vapensköldar deltar i slaget vid Hastings (från Bayeuxtapeten, tillverkad cirka år 1077).

Normandie (eller Normandiet) är en historisk provins i nordvästra Frankrike, vid Engelska kanalen. Perioden 1956–2015 bestod Normandie av två administrativa regioner, Basse-Normandie och Haute-Normandie. Sedan 2016 motsvarar provinsen den administrativa regionen Normandie.
Här finns många viktiga hamnar, lantbruk och badorter. Större städer är Caen, Le Havre och Rouen (huvudstaden).

## Historik
Provinsen har fått sitt namn efter nordmännen, normanderna, det vill säga de vikingar som år 911 fick Normandie som län under franska kronan. 
Hela Hertigdömet Normandie ingick i en personalunion med England under åren 1066-1204, efter Vilhelm Erövrarens invasion av England år 1066 (slaget vid Hastings). Kanalöarna utgör fortfarande en del av det normandiska hertigdömet och på dessa öar är regenten i Storbritannien hertig av Normandie. Fastlandsdelen av Normandie blev slutgiltigt fransk 1450, efter hundraårskrigets slut.

## Sevärdheter
Området är bland annat känt för D-dagen (Operation Overlord), då de allierade den 6 juni 1944 gjorde den berömda landstigningen i Normandie. Återuppbyggnaden i departementet Calvados skedde delvis med svenskt bistånd i form av "les suédoises", trähus i byggsatser. Normandie är även känt för sin camembert och calvados.

## Regenter
- Rollo, död cirka 932
- Rollos son Vilhelm Långsvärd, död 942
- hans son Rikard I av Normandie, född 933, död 996
- hans son: Rickard II av Normandie, död 1027
- hans son: Rickard III av Normandie, död 1027
- hans yngre bror: Robert I av Normandie, död 1035
- hans son: Vilhelm II av Normandie, Vilhelm Erövraren